# Something
《Something》是由英國搖滾樂團披頭四成員喬治·哈里森創作，收錄於1969年專輯《艾比路》中的歌曲。並在同年10月與另一歌曲《Come Together》合併成雙A面單曲發行。
此曲亦為在披頭四發表的單曲作品中，首張非由約翰·藍儂或保羅·麥卡尼所創作的A面歌曲。

## 概要
當喬治·哈里森在1968年期間錄製披頭四專輯《The Beatles》時，在空檔期間便已在嘗試創作《Something》。之後因歌曲成品趕不上《The Beatles》的進度而未編列在該專輯裡，但當時哈里森創作的《Something》雛形樣本有收錄之後在1996年發行的披頭四精選專輯《Beatles Anthology 3》中。
這首歌開頭的詞句「她走動的方式有某種感覺」（Something in the Way She Moves），是來自於披頭四成立的蘋果唱片公司旗下歌手詹姆士·泰勒的同名歌曲《Something in the Way She Moves》。作品當中的第二句歌詞「別的愛人無法如此吸引我」（Attracts me like no other lover）則是在創作的最後階段才決定的，而在敲定此字句之前，哈里森曾採用了一些臨時用的韻腳字句如「像花椰菜般如此吸引我」（Attracts me like a cauliflower）、「像石榴般如此吸引我」（Attracts me like a pomegranate）等。
《Something》的音樂影片是由披頭四的隨行助理伊爾·艾斯本諾所拍攝。影片的內容為四名披頭成員在各自的家中和自己妻子陪同的模樣，及約翰·藍儂與小野洋子、保羅·麥卡尼與琳達·伊斯曼、林哥·史達與莫琳·史塔基，而喬治·哈里森則與貝蒂·伯伊德一同。
因《Something》為一首情歌、加上該音樂影片是和異性伴侶在一起的內容，哈里森曾被反應《Something》是否為妻子貝蒂·伯伊德所寫出的歌曲的可能性，而哈里森對此則表示著：「雖然很多人推測《Something》是我為貝蒂所寫的，但事實上在創作這首歌時我腦子裡反而是在想關於雷·查爾斯的事情」。不過在2007年貝蒂·伯伊德發表的個人自傳《Wonderful Tonight》裡，另提出哈里森確實曾當面告訴她是因她才寫了這首歌的說法。

## 演奏成員
- 喬治·哈里森：主唱、主吉他、節奏吉他
- 約翰·藍儂：沒有參加
- 保羅·麥卡尼：和聲、貝斯
- 林哥·史達：鼓
- 喬治·馬丁：弦樂編曲
- 比利·普利斯頓：電子琴

## 評價
哈里森個人對於《Something》表示著「我曾把這首歌擱置有6個月、因為這首歌實在沒啥大不了」，但團員約翰·藍儂及保羅·麥卡尼都一致推崇《Something》的內容，麥卡尼認為這是哈里森在披頭四期間所寫的最好作品，而藍儂更表示這是在《艾比路》整張專輯中最棒的一首歌。
歌手法蘭克·辛納屈認為《Something》是他所聽過最棒的一首情歌；雖然法蘭克曾一度誤認《Something》是由藍儂－麥卡尼所寫的作品。
英國新聞媒體BBC則表示《Something》的出現，讓大家知道披頭四裡並非只有二名（藍儂、麥卡尼）傑出的歌曲寫手。美國音樂網站BMI則將此曲列為20世紀前100大歌曲的第17名。音樂雜誌《滾石》則在2004年的史上前500大歌曲專欄將《Something》列為第278名、以及2010年披頭四最佳歌曲排行的第6名。

## 歌曲的翻唱
《Something》在2001年時已累計超過150名歌手翻唱過，當時在披頭四的歌曲中是僅次於《Yesterday》最多被翻唱的歌曲。代表性的翻唱者有艾維斯·普里斯萊、法蘭克·辛納屈、雷·查爾斯、詹姆士·布朗等人。其中喬治·哈里森個人最偏愛的是由詹姆士·布朗翻唱的版本，並將此收藏在他個人的點唱機裡。
在哈里森逝世後的一週年日子2002年11月29日裡，保羅·麥卡尼與哈里森生前摯友艾瑞克·克萊普頓在記念哈里森的演唱會「Concert for George」上一同演唱這首歌。而巴布·狄倫也曾表演此曲為逝世的哈里森致意。